# Старополтавський район
Старополтавський район (рос. Старополтавский район) — муніципальне утворення у Волгоградській області.
Розташований на території українського історичного та культурного краю Жовтий Клин.